# Schlanke Spitzmaus
Die Schlanke Spitzmaus (Sorex gracillimus) ist eine Spitzmausart aus der Gattung der Rotzahnspitzmäuse (Sorex). Sie kommt in Teilen Russlands einschließlich der Insel Sachalin und der Kurilen, dem Norden der Volksrepublik China, Korea und Japan vor.

## Merkmale
Mit einer Kopf-Rumpf-Länge von 4,8 bis 5,2 Zentimetern zählt die Schlanke Spitzmaus zu den mittelgroßen Spitzmausarten. Der Schwanz erreicht eine Länge von 37 bis 43 Millimetern – und ist damit nur wenig kürzer als der Restkörper – der Hinterfuß von 10 bis 11 Millimetern.
| 1 | · | 5 | · | 1 | · | 3 | = 32 |
| 1 | · | 1 | · | 1 | · | 3 | = 32 |

Der Schädel hat eine Gesamtlänge von maximal 17 Millimetern. Wie die meisten Arten der Gattung besitzt die Art im Oberkiefer pro Hälfte einen Schneidezahn (Incisivus) und danach fünf einspitzige Zähne, einen Vorbackenzahn (Praemolar) und drei Backenzähne (Molares). Im Unterkiefer besitzt sie dagegen einen einzelnen Eckzahn (Caninus) hinter dem Schneidezahn. Insgesamt verfügen die Tiere damit über ein Gebiss aus 32 Zähnen. Die Zahnwurzeln sind wie bei den meisten Rotzahnspitzmäusen rot gefärbt. Der zweite einspitzige Zahn des Oberkiefers ist deutlich größer als der dritte und in der Regel kleiner als der erste. Im Vergleich zu den meisten Vertretern der S. minutus-Gruppe ist der Hirnschädel fast rund statt oval und er beginnt sehr abrupt hinter dem Rostrum.
Das Genom der Schlanken Spitzmaus besteht aus einem diploiden Chromosomensatz aus 2n=36, (FN=62).

## Verbreitung

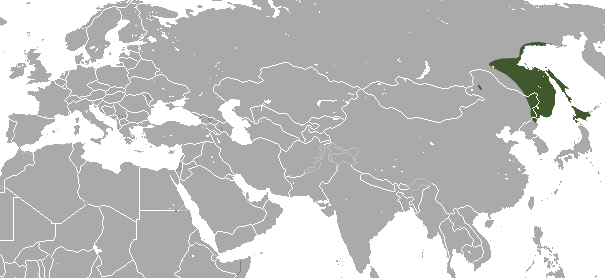
Verbreitungsgebiet (grün) der Schlanken Spitzmaus

Das Verbreitungsgebiet der Schlanken Spitzmaus befindet sich im äußersten Nordwesten des asiatischen Kontinents sowie der vorgelagerten Inseln. Die Art kommt in Teilen Russlands einschließlich der Insel Sachalin und der Kurilen, dem Norden der Volksrepublik China, Korea und Japan vor. In China beschränken sich die Vorkommen auf den äußersten Norden in den Provinzen Heilongjiang, Nei Mongol und Jilin. In Japan lebt die Art auf den Inseln Shikotan, Hokkaidō, Rishiri und Rebun.

## Lebensweise
Die Schlanke Spitzmaus lebt im größten Teil ihres Verbreitungsgebiets in Nadelwäldern in Bergregionen, sie kommt jedoch auch in Auwäldern, Grasflächen und Bambuswäldern vor. Die dichtesten Vorkommen sind aus Mischwaldbeständen und Auwäldern an Flussläufen dokumentiert, während sie Kurzgrasweiden und Felder meidet. Im Sekundärwald sind die Dichten größer als im ursprünglichen Borealen Nadelwald (Taiga). Im größten Teil des Verbreitungsgebietes lebt die Art allopatrisch mit der Zwergspitzmaus (Sorex minutus).
Wie alle Spitzmäuse ernährt sich auch diese Art von wirbellosen Tieren, vor allem von Beutetieren der Streuauflagen und der obersten Bodenschichten wie Regenwürmern und Insekten und deren Larven. Die Fortpflanzungszeit reicht von Mai bis Oktober, die Weibchen werfen ein bis acht, im Durchschnitt sechs, Jungtiere.

## Systematik
Die Schlanke Spitzmaus wird als eigenständige Art innerhalb der Gattung der Rotzahnspitzmäuse (Sorex) eingeordnet, die aus etwa 80 Arten besteht. Die wissenschaftliche Erstbeschreibung stammt von Thomas aus dem Jahr 1907, der ein Individuum von der russischen Insel Sachalin beschrieb, gemeinsam mit dem Typus der ebenfalls dort entdeckten Sorex daphaenodon. Innerhalb der Gattung wird die Art in die Untergattung Sorex eingeordnet und der S. gracillimus-Gruppe zugerechnet. Teilweise wurde sie Zwergspitzmaus zugeordnet, gilt jedoch aufgrund zahlreicher Merkmale heute als eigenständige Art.
Innerhalb der Art werden neben der Nominatform Sorex gracillimus gracillimus mit Sorex gracillimus granti, Sorex gracillimus hyojironis, Sorex gracillimus minor und Sorex gracillimus natalae vier weitere Unterarten unterschieden.

## Bedrohung und Schutz
Die Art kommt auf in ihrem Verbreitungsgebiet auf dem asiatischen Festland regelmäßig aber nicht häufig vor. Auf der Insel Sachalin und den Kurilen ist Sorex gracillimus dagegen die häufigste Art. In Japan kommt sie im Osten und Norden regelmäßig vor, nicht jedoch im Süden und Westen.
Die Schlanke Spitzmaus wird von der International Union for Conservation of Nature and Natural Resources (IUCN) aufgrund des relativ großen Verbreitungsgebietes und der großen Populationen sowie der nicht vorhandenen Bestandsbedrohung als nicht gefährdet (least concern) eingeordnet.

## Belege
1. 1 2 3 4 5  Robert S. Hoffmann, Darrin Lunde: Slender Shrew. In: Andrew T. Smith, Yan Xie: A Guide to the Mammals of China. Princeton University Press, Princeton NJ 2008, ISBN 978-0-691-09984-2, S. 316–317.
2. 1 2 3 4 5  Sorex gracillimus (Memento des Originals vom 2. Januar 2014 im Internet Archive)  Info: Der Archivlink wurde automatisch eingesetzt und noch nicht geprüft. Bitte prüfe Original- und Archivlink gemäß Anleitung und entferne dann diesen Hinweis.. In: Don E. Wilson, DeeAnn M. Reeder (Hrsg.): Mammal Species of the World. A taxonomic and geographic Reference. 2 Bände. 3. Auflage. Johns Hopkins University Press, Baltimore MD 2005, ISBN 0-8018-8221-4.
3. 1 2 3 4 5 6  Sorex gracillimus in der Roten Liste gefährdeter Arten der IUCN 2013.2. Eingestellt von: H. Abe, S.D. Ohdachi, K. Tsytsulina, 2008. Abgerufen am 2. Januar 2014.